# Писарівка (Коростенський район)
Пи́сарівка — село в Україні, у Чоповицькій селищній громаді Коростенського району Житомирської області. Населення становить 106 осіб.

## Історія
8 листопада 1921 р. під час Листопадового рейду через Писарівку проходила кінна сотня Подільської групи (командувач Сергій Чорний) Армії Української Народної Республіки.
У 1923—24 роках — адміністративний центр Писарівської сільської ради Чоповицького району.